# أوكاسورس
أوكاسورس هو جنس  ديناصور من رتيبة وحشيات الأرجل متوسط الحجم عاش خلال عصر الطباشيري المتأخر، أكتشف أول حفرية له في غرب الأرجنتين.